# Етел (Міссісіпі)
Етел (англ. Ethel) — місто (англ. town) в США, в окрузі Аттала штату Міссісіпі. Населення — 348 осіб (2020).

## Географія
Етел розташований за координатами 33°7′20″ пн. ш. 89°27′54″ зх. д. / 33.12222° пн. ш. 89.46500° зх. д. (33.122088, -89.465023).  За даними Бюро перепису населення США в 2010 році місто мало площу 1,51 км², уся площа — суходіл.

## Демографія
Згідно з переписом 2010 року, у місті мешкало 418 осіб у 152 домогосподарствах у складі 107 родин. Густота населення становила 277 осіб/км².  Було 205 помешкань (136/км²).
Расовий склад населення:
| - 56,5 % — білих - 42,1 % — чорних або афроамериканців - 0,7 % — корінних американців |

До двох чи більше рас належало 0,5 %. Частка іспаномовних становила 1,9 % від усіх жителів.
За віковим діапазоном населення розподілялося таким чином: 28,5 % — особи молодші 18 років, 58,3 % — особи у віці 18—64 років, 13,2 % — особи у віці 65 років та старші. Медіана віку мешканця становила 36,7 року. На 100 осіб жіночої статі у місті припадало 90,0 чоловіків;  на 100 жінок у віці від 18 років та старших — 86,9 чоловіків також старших 18 років.
Середній дохід на одне домашнє господарство  становив 35 322 долари США (медіана — 27 292), а середній дохід на одну сім'ю — 44 799 доларів (медіана — 47 083). За межею бідності перебувало 32,1 % осіб, у тому числі 42,3 % дітей у віці до 18 років та 30,5 % осіб у віці 65 років та старших.
Цивільне працевлаштоване населення становило 195 осіб. Основні галузі зайнятості: освіта, охорона здоров'я та соціальна допомога — 25,6 %, будівництво — 22,1 %, виробництво — 16,9 %, роздрібна торгівля — 14,9 %.